# هيرتي
بلدية هيرتي (بالإسبانية: Jerte)‏، هي بلدية تقع في مقاطعة قصرش والتي تقع في منطقة إكستريمادورا، غرب إسبانيا.
يبلغ عدد سكانها 1.327 نسمة وفقاً لإحصائية سنة (2002).